# Codigoro
Codigoro – miejscowość i gmina we Włoszech, w regionie Emilia-Romania, w prowincji Ferrara.
Według danych na rok 2004 gminę zamieszkiwało 13 040 osób, 77,2 os./km².